# Похорела
Похорела (слч. Pohorelá) насељено је мјесто са административним статусом сеоске општине (слч. obec) у округу Брезно, у Банскобистричком крају, Словачка Република.

## Становништво
| Година:    | 1994. | 2004.    | 2014.    | 2024.   |
| ---------- | ----- | -------- | -------- | ------- |
| Број људи: | 2862  | 2552     | 2272     | 2054    |
| Разлика:   |       | -10,83 % | -10,97 % | -9,59 % |

| Година:    | 2023. | 2024.   |
| ---------- | ----- | ------- |
| Број људи: | 2093  | 2054    |
| Разлика:   |       | -1,86 % |

Према подацима о броју становника из 2011. године насеље је имало 2.332 становника.